# Барсегян Анаїт Каренівна
Анаїт Барсегян (нар. 3 березня 1994, Харків) — вірменська плавчиня. Рекордсменка і чемпіонка Вірменії. Майстер спорту міжнародного класу. Учасниця літніх олімпійських ігор 2012 року в Лондоні.

## Біографія
Анаїт Барсегян народилася 3 березня 1994 року в Харкові. Плаванням стала займатися в 7 років. Першим тренером і людиною, яка привела в спорт, був її батько — Карен Барсегян.

## Спортивна кар'єра
За свою кар'єру Анаіт Барсегян виграла чемпіонат Вірменії 2007, 2008 і 2009 років, а також визнавалася кращою плавчинею Панвірменських ігор в Ірані (2009). В 2010 році в Сінгапурі на юнацькій олімпіаді в категорії 50 м на спині зайняла 17-е місце. У тому ж році в кубку Вірменії з плавання посіла 2-е місце.
У 2012 році на першості Вірменії встановила відразу кілька рекордів: 100 метрів у комплексному плаванні пропливла за 1:09:29, 50 метрів батерфляєм — 30:89, а в 25-метровому басейні 50 метрів здолала за 1:05:00.

## Досягнення
- 2007 — Чемпіонка Вірменії
- 2008 — Чемпіонка Вірменії
- 2009 — Чемпіонка Вірменії
- 2009 — Найкраща плавчиня Панвірменських ігор
- 2010 — 2-е місце на кубку Вірменії